# Game Boy Camera

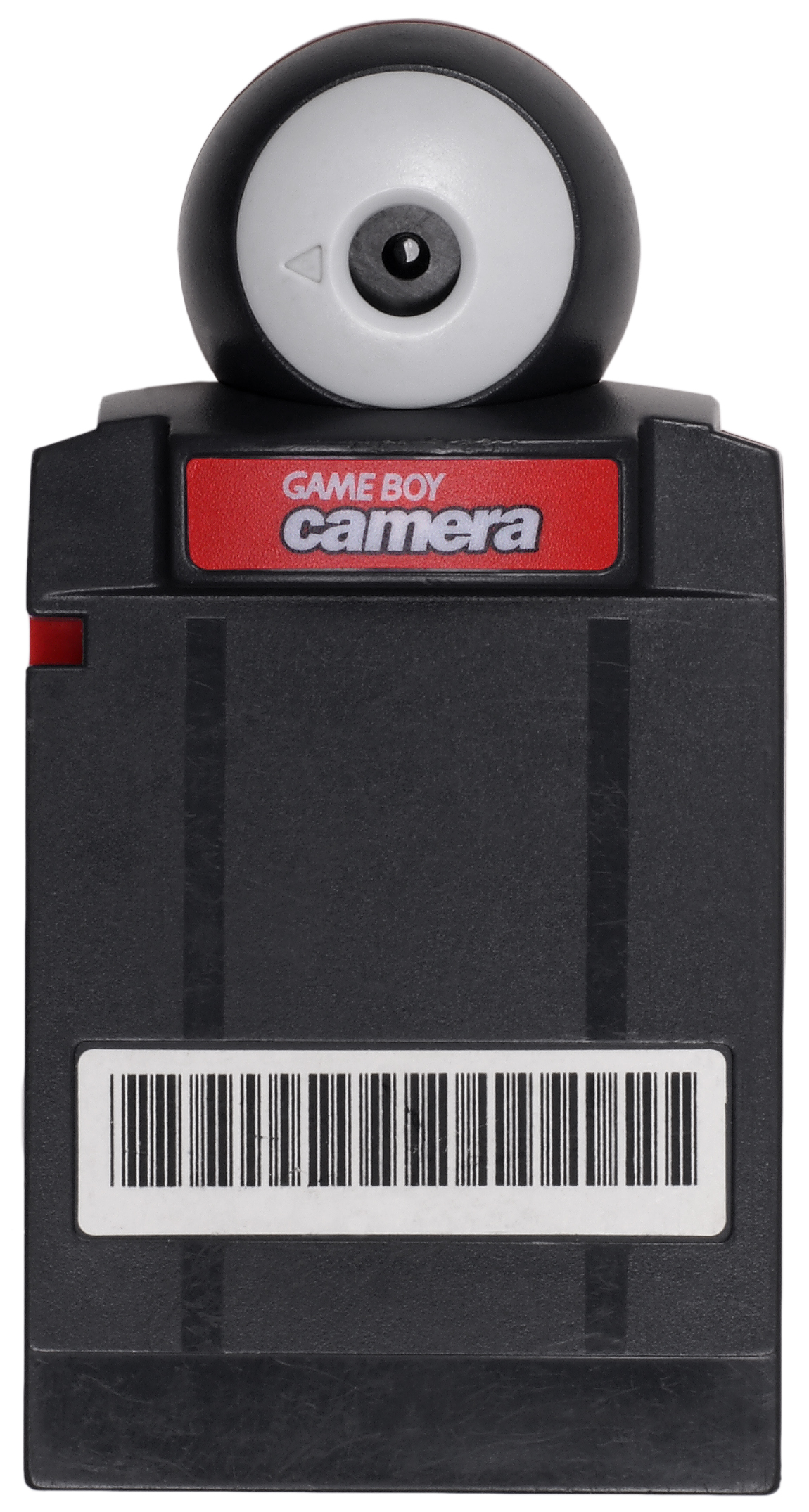
Game Boy Camera

La Game Boy Camera, nota come Pocket Camera in Giappone, è un accessorio ufficiale Nintendo per il Game Boy che fu venduto al pubblico per la prima volta il 17 settembre 1998 in Giappone. Permette di scattare fotografie in bianco e nero. Era compatibile con tutta la serie Game Boy, ad eccezione del Game Boy Micro, poiché non supportava le cartucce che non fossero per Game Boy Advance.
La Game Boy Camera era disponibile in cinque colori standard: blu, verde, rosso, giallo e viola (solo in Giappone). C'è anche stata una edizione limitata oro per The Legend of Zelda: Ocarina of Time, e fu disponibile solo negli USA tramite una email di ordine da Nintendo Power.

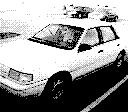
Una foto di una Ford Tempo scattata con la Game Boy Camera

Ci sono tre opzioni principali disponibili nel menù screen: Shoot, View, e Play.